# Mar'ïvka
Mar'ïvka (en ukrainien : Мар'ївка) ou Marievka (en russe : Марьевка) est une commune urbaine de l'oblast de Dnipropetrovsk, en Ukraine. Sa population s'élevait à 346 habitants en 2013.

## Géographie
Mar'ïvka est limitée au nord par la ville de Marhanets et fait partie de son agglomération. Au sud, Ostrov Tomakivka la sépare du réservoir de Kakhovka. Mar'ïvka est située à 97 km au sud de Dnipro et à 433 km au sud-est de Kiev.

## Administration
Mar'ïvka fait partie de la municipalité de Marhanets (en ukrainien : Марганецька міська рада, Marhanets'ka mis'ka rada).

## Histoire
Le village de Mar'ïvka  accéda au statut de commune urbaine en 1957.

## Population
Recensements (*) ou estimations de la population :
| 1959* | 1970* | 1979* | 1989* | 2001* |
| ----- | ----- | ----- | ----- | ----- |
| 596   | 545   | 452   | 361   | 355   |

| 2009 | 2010 | 2011 | 2012 | 2013 |
| ---- | ---- | ---- | ---- | ---- |
| 322  | 328  | 338  | 339  | 346  |